# Ндиайе, Амат
Ама́т Ндиайе́ Дьедью́ (фр. Amath Ndiaye Diedhiou; 16 июля 1996, Пикин, Сенегал) — сенегальский футболист, вингер клуба «Реал Вальядолид» и сборной Сенегала.

## Клубная карьера
Ндиайе — воспитанник испанских клубов «Реал Вальядолид» и «Атлетико Мадрид». Для получения игровой практики он выступал за дублирующую команду последних. Летом 2016 года Ндиайе был отдан в аренду в «Тенерифе». 3 сентября в матче против «Эльче» он дебютировал в Сегунде. 29 октября в поединке против «Райо Вальекано» Ахмат сделал «дубль», забив свои первые голы за «Тенерифе». В своём дебютном сезоне он забил 12 мячей и стал лучшим бомбардиром команды. Летом 2017 года Ндиайе перешёл в «Хетафе». Сумма трансфера составила 3 млн. евро. 20 августа в матче против «Атлетик Бильбао» он дебютировал в Ла Лиге. 30 сентября в поединке против «Депортиво Ла-Корунья» Ахмат забил свой первый гол за «Хетафе».
В декабре 2018 года Амат выбыл из оставшуюся часть сезона из-за травмы колена в матче против клуба 
«Леганес». 5 октября 2020 года, после того, как он редко появлялся, он был отдан в аренду клубу «Мальорка» из Сегунды на сезон 2020–2021. Амат помог «Бермеллонам» вернуться на высший уровень с первой попытки, забив девять мячей в 31 матче, и 30 июня 2021 года подписал постоянное четырехлетнее соглашение с клубом.